# Danie de Villiers
Daniel P.H. de Villiers (Città del Capo, 5 maggio 1972) è un allenatore di rugby a 15 sudafricano.

## Biografia
Nativo di Città del Capo, conseguì gli attestati di livello 1 e 2 all'accademia della SARU di Stellenbosch.
Nel 2002 ai Boland Cavaliers, svolse all'interno del club vari compiti tecnici, iniziando da quello di consulente per giungere a quello di assistente allenatore, tecnico degli avanti e allenatore capo della formazione giovanile: alla guida di quest'ultima vinse nel 2006 il campionato sudafricano di seconda divisione Under-19.
Nel 2007 passò ai Pumas, condotti alla semifinale di Currie Cup e di Vodacom Cup, e nel contempo divenne consulente della federazione tunisina di rugby; nel 2008 assunse la guida delle nazionali maggiori della Tunisia: quella a 7 ai Dubai Sevens 2009, con un terzo posto nel girone di qualificazione, e quella maggiore all'Africa Cup 2008-09, valevole per la qualificazione alla Coppa del Mondo di rugby 2011: la Tunisia giunse fino alla finale di tale competizione, poi sconfitta nel doppio confronto dalla Namibia.
Nel 2010 de Villiers lasciò l'incarico di C.T. della Tunisia e fu ingaggiato dal Rugby Roma, in sostituzione dell'uscente Carlo Pratichetti; l'incarico tuttavia durò una sola stagione causa esclusione della squadra dal campionato successivo; il tecnico sudafricano conquistò comunque il Trofeo Eccellenza.
Nel 2013 si trasferì in Romania al Timișoara, inizialmente in affiancamento con il suo connazionale Chester Williams, insieme a cui vinse il campionato 2012-13, poi dalla stagione successiva come allenatore unico.

## Palmarès
- Trofei Eccellenza : 1
Rugby Roma: 2010-11
- Campionati rumeni: 1
Timișoara: 2012-13